# Mořic Sedlnický z Choltic
Mořic svobodný pán Sedlnický z Choltic (německy Moriz Freiherr von Sedlnitzky, 10. května 1808 Olomouc – 17. ledna 1886 Výškovice) byl český šlechtic ze slezské linie svobodných pánů Sedlnických z Choltic.

## Život
Narodil se v Olomouci jako syn svobodného pána Karla Josefa Sedlnického (28. 9. 1776 – 29. 7. 1859) a jeho druhé manželky Anny svobodné paní z Foullonu (19. 12. 1790 – 6. 2. 1845).
Mořic vstoupil do císařské armády a v řadách II. pluku kyrysníků Maxmiliána Bavorského se v letech 1848–1849 účastnil polního tažení do Uher. Vyznamenal se v bitvě u Szörögu 5. srpna 1849 a získal vojenský záslužný řád.
Po povstání v roce 1848 odešel roku 1850 do penze v hodnosti majora. Usadil se na panství Výškovice a Tísek zděděné po strýci Františku Karlovi a po smrti svého otce převzal další rodová panství.
Šest let působil jako poslanec Slezského zemského sněmu, poté však sám rezignoval.

## Rodina
Byl dvakrát ženatý, poprvé se oženil roku 1835 se svobodnou paní Marií Annou Burgaller (1815 – 3. 4. 1837 Lipník nad Bečvou). Marie Anna zemřela o necelé dva roky později, stihla ale porodit jednoho syna:
- 1. Stanislav Zdeněk (Zdenko, 11. 9. 1836 Lipník nad Bečvou – 10. 1. 1913 Opava), poslanec Slezského sněmu, majitel panství Bílovec, roku 1908 povýšen do hraběcího stavu
  - ⚭ (1867) Ida Marie Sedlnická z Choltic (16. 3. 1843 Brno – 1. 1. 1922)

Podruhé se Mořic oženil ve Vídni roku 1844 s hraběnkou Annou Karolínou Bukůvkovou z Bukůvky (21. 11. 1815 Olomouc – 18. 1. 1851 Výškovice) se kterou měl čtyři potomky:
- 2. Antonie (5. 6. 1845 – 28. 2. 1932 Hall in Tirol)
  - ⚭ (1872) Alfred von Matt (27. 9. 1843 Chomutov – 21. 8. 1919 Vídeň), c. k. polní zbrojmistr, sekční šéf na ministerstvu války
- 3. Jaroslav (17. 11. 1847 Dobromilice – 25. 7. 1901 Vídeň)
  - ⚭ (1888) Anna von Zambauer (10. 11. 1870 Chomutov – 1936 Vídeň)
- 4. Kazimír (17. 11. 1847 Dobromilice – 12. 7. 1908 Štýrský Hradec)
  - ⚭ (1888) svobodná paní Antonie Skrbenská z Hříště (15. 12. 1863 Opava – 12. 10. 1940 Poznaň)
- 5. Pavel (5. 7. 1849 Dobromilice – 14. 3. 1919 Vídeň)
  - ⚭ (1887) svobodná paní Margareta von Eichendorff (12. 1. 1859 Sedlnice – 2. 5. 1937 Nisa), básnířka a spisovatelka